# Atghar (huyện)
Atghar là một huyện thuộc tỉnh Zabol, Afghanistan. Dân số thời điểm năm 1999 là 7,23 người.